# BMW 700

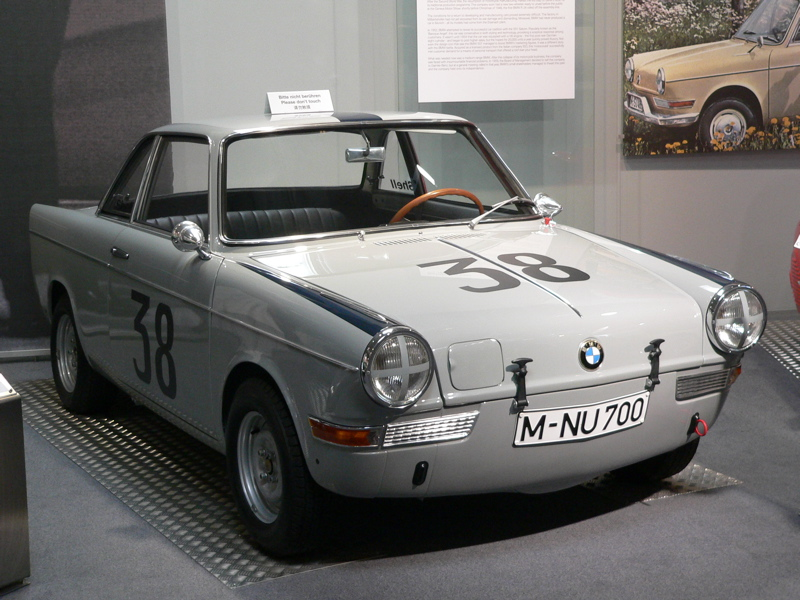
BMW 700 Sport.

BMW 700, BMW-modell som tillverkades mellan 1959 och 1965. Den är annorlunda än dagens BMW-modeller i sin konstruktion och enkelhet. Den är ovanlig, inte minst i Sverige, eftersom få BMW överhuvudtaget såldes i Sverige under 1960-talet. Den drevs av en tvåcylindrig luftkyld motor på 697 cm3 från motorcykeln BMW R67. Designen gjordes av Giovanni Michelotti. Den tillverkades också i coupé- och cabrioletversioner. De sista åren kallades den "LS".
BMW 700 var den första modellen från BMW som hade självbärande kaross. Konstruktionen var delvis baserad på BMW 600, som i sin tur var en fyrhjulig vidareutveckling av BMW Isetta. Till skillnad från dessa tidigare modeller var 700 en ”riktig bil” med normalt utseende, om än i litet format. 
700 RS var en sportmodell som var lättare och trimmad till 70 hästkrafter. 